# Drosophila funebris
Drosophila funebris – gatunek muchówki z rodziny wywilżnowatych i podrodziny Drosophilinae.
Gatunek ten opisany został w 1787 roku przez Johana Christiana Fabriciusa jako Musca funebris.
Muchówka o ciele długości od 3 do 3,5 mm. Głowa jest żółtawobrązowa. Na głowie para szczecinek orbitalnych skierowanych w tył jest znacznie cieńsza niż ich para skierowana w przód. Czułki mają człon trzeci krótko owłosiony, dwukrotnie dłuższy niż szeroki i nie dłuższy niż dwukrotność długości członu drugiego, zaś aristę z wierzchołkowym rozwidleniem i co najmniej dwoma promieniami na spodniej stronie. Tułów ma barwę brązową. Chetotaksję tułowia cechuje 6–8 przedszwowych rzędów szczecinek środkowych grzbietu w przedniej części śródplecza, w których wszystkie szczecinki są tak samo krótkie, 1–2 pary dłuższych przedszwowych szczecinek śródplecowych oraz spośród trzech górnych par szczecinek sternopleuralnych przednia najkrótsza, a tylna najdłuższa. Użyłkowanie skrzydła odznacza się żyłką subkostalną bez sierpowatego zakrzywienia za żyłką barkową, tylną komórką bazalną zlaną z komórką dyskoidalną oraz wierzchołkowym odcinkiem żyłki medialnej M1+2 nie dłuższym niż trzykrotność odcinka tej żyłki między żyłkami poprzecznymi przednią i tylną. Wszystkie pary odnóży mają szczecinki przedwierzchołkowe na goleniach. Przednie stopy pozbawione są grzebienia szczecinek oraz mają pierwszy człon znacznie krótszy niż drugi i trzeci razem wzięte. Brązowawożółty odwłok ma szerokie ciemnobrązowe przepaski na tylnych brzegach tergitów, niekiedy zajmujące ich większą część. Hypopygium zaopatrzone jest w grupkę około 12 kolców.
Owad prawie kosmopolityczny, znany ze wszystkich krain z wyjątkiem orientalnej. Często występuje synantropijnie.